# David Álvarez Díez
David Álvarez Díez (Crémenes, León, 16 de marzo de 1927-Madrid, 26 de noviembre de 2015), Marqués de Crémenes, fue un empresario español, fundador del grupo Eulen. También fundó el grupo El Enebro, que cuenta entre sus activos con varias bodegas de renombre en España.

## Biografía
David Álvarez Díez nació en Crémenes (León) en 1927. En la década de 1930 la familia marchó a Bilbao, polo de crecimiento industrial. Tras realizar estudios de Maestría Industrial en la capital vasca se decidió por abrir una academia de formación técnica. Casado con María Mezquíriz Ganchegui, tuvo siete hijos. Tras el fallecimiento de su esposa, volvió a contraer matrimonio en dos ocasiones. David Álvarez falleció el jueves 26 de noviembre de 2015 en Madrid, a la edad de 88 años.

## Trayectoria
Hacia 1955, David Álvarez fundó en Bilbao, donde se trasladó de niño, una academia de preparación para escuelas técnicas. En 1962, creó la empresa Central de Limpiezas El Sol.
Grupo Eulen creció hasta los 84 000 empleados y operaciones de manera estable en España, Portugal, EE. UU., Colombia, Costa Rica, Chile, Jamaica, México, Panamá, Perú, República Dominicana, Libia, Omán y Catar.
En 1980, David Álvarez invirtió en una pequeña bodega. En 1982 adquirió las Bodegas Vega Sicilia al empresario venezolano Miguel Neumann y fundó el grupo El Enebro, que cuenta entre sus activos varias bodegas, como Bodegas Vega Sicilia, Bodegas Alión, Bodegas Pintia, viñedos Tokaj Oremus en Hungría y el 50 % de Bodegas Macán.
En 2009, Álvarez, dos veces viudo, se casó a los 82 años con su tercera esposa. El empresario cedió las riendas del negocio a manos de sus hijos. Sin embargo, retomó el control de Eulen y apartó a cinco hijos de su empresa.
WikiLeaks reveló que David Álvarez Díez hizo donaciones en 2012 a la organización ultraconservadora Hazte Oír, que a su vez financia al partido Vox. Ese mismo año, dicho lobby galardonaba al empresario con motivo de los Premios HazteOir.

## Distinciones
En 1999 recibió la Medalla de Oro de la Medalla al Mérito en el Trabajo de manos del Gobierno español y en 2014 la Gran-Cruz de la Orden del Mérito Civil de España.
En mayo de 2014, fue nombrado marqués de Crémenes, con carácter vitalicio y no hereditario, por el rey Juan Carlos I de España.